# Gloriosa
Gloriosa L. è un genere di piante della famiglia delle Colchicaceae, originario delle zone tropicali dell'Africa e dell'Asia. 
Si tratta peraltro del fiore nazionale dello Zimbabwe (Rhodesia).

## Descrizione
Tipica di questa pianta è la presenza di un viticcio alla punta della foglia: fatto strano per una pianta delle monocotiledoni, la Gloriosa è infatti rampicante. È apprezzata per la bellezza insolita del fiore, dotato di sei tepali gialli e rossi, oppure arancioni, con bordo ondulato. Perde le sue foglie durante la cattiva stagione (la stagione secca nelle sue terre, quella fredda nei paesi temperati). Il tubero conserva sottoterra una riserva di energia da utilizzare per il successivo ciclo vitale. Tutte le parti della pianta contengono l'alcaloide colchicina.

## Tassonomia
Il genere comprende le seguenti specie:
- Gloriosa baudii (A.Terracc.) Chiov.
- Gloriosa carsoni Baker
- Gloriosa flavovirens (Dammer) J.C.Manning & Vinn.
- Gloriosa lindenii (Baker) J.C.Manning & Vinn.
- Gloriosa littonioides (Welw. ex Baker) J.C.Manning & Vinn.
- Gloriosa modesta (Hook.) J.C.Manning & Vinn.
- Gloriosa revoilii (Franch.) J.C.Manning & Vinn.
- Gloriosa rigidifolia (Bredell) J.C.Manning & Vinn.
- Gloriosa sessiliflora Nordal & Bingham
- Gloriosa simplex L.
- Gloriosa superba L.

## Coltivazione
La pianta cresce in terra leggermente sabbiosa e ad un'esposizione al sole non troppo forte. Ha bisogno per crescere di un sostegno, seppur modesto, al quale possano fissarsi i sottili viticci. Nei paesi dal clima temperato viene coltivata prevalentemente come pianta da vaso, dato che è sensibile ai geli invernali. A partire dall'autunno il tubero, oramai privo di foglie, viene svernato al chiuso, in un posto fresco.
La moltiplicazione può essere tentata dividendo i tuberi e facendo asciugare accuratamente le parti esposte all'aria dopo il taglio.